# Lista de episoade ale serialului Ruleta destinului
Aceasta este o listă ce conține toate episoadele serialului american pentru tineri, Ruleta destinului, cuprinzând și scenariștii, regizorii și data difuzării în Statele Unite ale Americii a fiecărui episod. Sitcom-ul a fost creat de Mark Schwahn, acesta fiind producătorul executiv alături de Joe Davola, Greg Prange, Mike Tollin și Brian Robbins. Serialul este produs de Tollin/Robbins Productions și de Warner Bros. Television.
Ruleta destinului îi are ca actori în rolurile principale pe Chad Michael Murray și pe James Lafferty ce interpretează rolurile a doi frați vitregi, Lucas și Nathan Scott. Din distibuție mai fac parte Hilarie Burton, Sophia Bush, Bethany Joy Galeotti, Lee Norris și Antwon Tanner, jucându-i pe Peyton Sawyer, Brooke Davis, Haley James Scott, Marvin „Gură” McFadden și Antwon „Skills” Taylor.
Majoritatea episoadelor serialului sunt denumite după titlurile unor piese, muzica jucând un rol important în Ruleta destinului.
Începând cu data de 23 septembrie 2003, 121 episoade au fost difuzate în S.U.A.

## Sezoane
| Sezon | Sezon | Episoade | Discuri | Difuzare în SUA | Lansări pe DVD     | Lansări pe DVD             | Lansări pe DVD        | Lansări pe DVD |
| Sezon | Sezon | Episoade | Discuri | Difuzare în SUA | Regiune 1 (SUA)    | Regiune 2 (Marea Britanie) | Regiune 4 (Australia) |                |
| ----- | ----- | -------- | ------- | --------------- | ------------------ | -------------------------- | --------------------- | -------------- |
|       | 1     | 22       | 6       | 2003-2004       | 25 ianuarie 2005   | 5 septembrie 2005          | 1 februarie 2006      |                |
|       | 2     | 23       | 6       | 2004-2005       | 13 septembrie 2005 | 10 aprilie 2006            | 6 septembrie 2006     |                |
|       | 3     | 22       | 6       | 2005-2006       | 26 septembrie 2006 | 23 octombrie 2006          | 4 iulie 2007          |                |
|       | 4     | 21       | 6       | 2006-2007       | 18 decembrie 2007  | 7 aprilie 2008             | 4 iunie 2008          |                |
|       | 5     | 18       | 5       | 2008            | 26 august 2008     | 6 octombrie 2008           | TBA                   |                |
|       | 6     | 23       | -       | 2008-2009       | TBA                | TBA                        | TBA                   |                |

## Episoade

### Sezonul 1
| Ep # | Titlu                                       | Numele formației Numele albumului                 | Scenarist                   | Regizor(i)            | Difuzare în SUA    |
| ---- | ------------------------------------------- | ------------------------------------------------- | --------------------------- | --------------------- | ------------------ |
| 1    | Episodul pilot                              | —                                                 | Mark Schwahn                | Bryan Gordon          | 23 septembrie 2003 |
| 2    | „The Places You Have Come to Fear the Most” | Dashboard Confessional                            | Mark Schwahn                | Bryan Gordon          | 30 septembrie 2003 |
| 3    | „Are You True?”                             | The New Amsterdams Worse For Fear                 | Jennifer Cecil              | Michael Grossman      | 7 octombrie 2003   |
| 4    | „Crash Into You”                            | —                                                 | Mark Perry                  | David Carson          | 14 octombrie 2003  |
| 5    | „All That You Can't Leave Behind”[A]        | U2 All That You Can't Leave Behind                | Ann Hamilton Mark Schwahn   | Duane Clark           | 21 octombrie 2003  |
| 6    | „Every Night is Another Story”              | The Early November For All Of This                | Mike Kelley                 | Jason Moore           | 28 octombrie 2003  |
| 7    | „Life in a Glass House”                     | Radiohead Amnesiac                                | Mike Kelley                 | Robert Duncan McNeill | 4 noiembrie 2003   |
| 8    | „The Search for Something More”             | Antifreeze The Search for Something More          | Jennifer Cecil              | John T. Kretchmer     | 11 noiembrie 2003  |
| 9    | „With Arms Outstretched”                    | Rilo Kiley Execution of All Things                | Mark Schwahn                | Greg Prange           | 18 noiembrie 2003  |
| 10   | „You Gotta Go There to Come Back”           | Stereophonic You Gotta Go There to Come Back      | Mike Kelley                 | Keith Samples         | 20 ianuarie 2004   |
| 11   | „The Living Year”                           | Mike & The Mechanics The Living Year              | Mark Perry                  | Thomas J. Wright      | 27 ianuarie 2004   |
| 12   | „Crash Course in Polite Conversations”      | Gameface Four To Go                               | Jessica Queller             | Sandy Smolan          | 3 februarie 2004   |
| 13   | „Hanging by a Moment”                       | Lifehouse No Name Face                            | Mark Schwahn                | John Behring          | 10 februarie 2004  |
| 14   | „I Shall Believe”                           | Sheryl Crow Tuesday Night Music Club              | Jennifer Cecil              | Greg Prange           | 17 februarie 2004  |
| 15   | „Suddenly Everything Has Changed”           | The Flaming Lips The Soft Bulletin                | Mark Perry                  | David Carson          | 24 februarie 2004  |
| 16   | „The First Cut is the Deepest”              | Sheryl Crow The Very Best OF Sheryl Crow          | Mike Kelley                 | Robert Duncan McNeill | 2 martie 2004      |
| 17   | „Spirit in the Night”                       | Bruce Springsteen Greetings From Asbury Park, N.J | Terrence Coli               | Duane Clark           | 6 aprilie 2004     |
| 18   | „To Wish Impossible Things”                 | The Cure Wish                                     | Mark Schwahn                | Billy Dickson         | 13 aprilie 2004    |
| 19   | „How Can You Be Sure?”                      | Radiohead The Bends (Japanese Version)            | Karyn Usher                 | Thomas J. Wright      | 20 aprilie 2004    |
| 20   | „What Is and What Should Never Be”          | Led Zeppelin Led Zeppelin II                      | Edward Kitsis Adam Horowitz | Perry Lang            | 27 aprilie 2004    |
| 21   | „The Leaving Song”                          | AFI Sing The Sorrow                               | Jennifer Cecil Mark Perry   | Davis Carson          | 4 mai 2004         |
| 22   | „The Games That Play Us”                    | The Blackouts Living In Blue                      | Mark Schwahn                | Greg Prange           | 11 mai 2004        |

### Sezonul 2
| Ep #   | Titlu                                     | Numele formației Numele albumului             | Scenarist                    | Regizor(i)         | Difuzare în SUA    |
| ------ | ----------------------------------------- | --------------------------------------------- | ---------------------------- | ------------------ | ------------------ |
| 23(1)  | „The Desperate Kingdom of Love”           | PJ Harvey Uh Huh Her                          | Mark Schwahn                 | Greg Prange        | 21 septembrie 2004 |
| 24(2)  | „Truth Doesn't Make a Noise”              | The White Stripes De Stijl                    | Mark Perry                   | Billy Dickson      | 28 septembrie 2004 |
| 25(3)  | „Near Wild Heaven”                        | R.E.M. Out Of Time                            | James Stoteraux Chad Fiveash | Greg Prange        | 5 octombrie 2004   |
| 26(4)  | „You Can't Always Get What You Want”      | The Rolling Stones Let It Bleed               | Jennifer Cecil               | Joanna Kerns       | 12 octombrie 2004  |
| 27(5)  | „I Will Dare”                             | The Replacements Let It Be                    | Mark Schwahn                 | Thomas J. Wright   | 19 octombrie 2004  |
| 28(6)  | „We Might as Well Be Strangers”           | Keane Hopes and Fears                         | Terrence Coli                | Sanford Bookstaver | 26 octombrie 2004  |
| 29(7)  | „Let the Reigns Go Loose”                 | Get Up Kids On a Wire                         | R. Lee Fleming, Jr.          | David Paymer       | 2 noiembrie 2004   |
| 30(8)  | „Truth, Bitter Truth”                     | Marianne Faithfull Dangerous Acquaintances    | Stacy Rukeyser               | Billy Dickson      | 9 noiembrie 2004   |
| 31(9)  | „The Trick Is to Keep Breathing”          | Garbage Version 2.0                           | James Stoteraux Chad Fiveash | John Asher         | 16 noiembrie 2004  |
| 32(10) | „Don't Take Me for Granted”               | Social Distortion Sex, Love and Rock 'n' Roll | Mark Schwahn                 | Lev L. Spiro       | 30 noiembrie 2004  |
| 33(11) | „The Heart Brings You Back”[B]            | Mark Schwahn                                  | Mark Perry                   | Matt Shakman       | 25 ianuarie 2005   |
| 34(12) | „Between Order and Randomness”            | Shane Mills Some Assembly Required            | Terrence Coli                | Bethany Rooney     | 1 februarie 2005   |
| 35(13) | „The Hero Dies in This One”               | The Ataris So Long, Astoria                   | Jennifer Cecil               | Kevin Dowling      | 8 februarie 2005   |
| 36(14) | „The Quiet Things That No One Ever Knows” | Brand New Deja Entendu                        | R. Lee Fleming, Jr.          | Babu Subramaniam   | 15 februarie 2005  |
| 37(15) | „Unopened Letter to the World”            | The Ataris So Long, Astoria                   | Mark Schwahn                 | Greg Prange        | 22 februarie 2005  |
| 38(16) | „Somewhere a Clock Is Ticking”            | Snow Patrol Final Straw                       | Stacy Rukeyser               | Billy Dickson      | 1 martie 2005      |
| 39(17) | „Something I Can Never Have”              | Nine Inch Nails Pretty Hate Machine           | Mike Herro David Strauss     | Paul Johansson     | 19 aprilie 2005    |
| 40(18) | „The Lonesome Road”[C]                    | Frank Sinatra                                 | John Norris                  | Thomas J. Wright   | 26 aprilie 2005    |
| 41(19) | „I'm Wide Awake, It's Morning”            | Bright Eyes I'm Wide Awake, It's Morning      | Mark Schwahn                 | Thomas J. Wright   | 3 mai 2005         |
| 42(20) | „Lifetime Piling Up”                      | Talking Heads Once in a Lifetime              | Mark Perry                   | Les Butler         | 10 mai 2005        |
| 43(21) | „What Could Have Been”                    | Callenish Circle My Passion, Your Pain        | Jennifer Cecil               | Bethany Rooney     | 17 mai 2005        |
| 44(22) | „The Tide That Left and Never Came Back”  | The Veils The Runaway Found                   | Mark Schwahn                 | Thomas J. Wright   | 24 mai 2005        |
| 45(23) | „The Leavers Dance”                       | The Veils The Runaway Found                   | Mark Schwahn                 | Greg Prange        | 24 mai 2005        |

### Sezonul 3
| Ep #   | Titlu                                                                                      | Numele formației Numele albumului                               | Scenarist                    | Regizor(i)       | Difuzare în SUA   |
| ------ | ------------------------------------------------------------------------------------------ | --------------------------------------------------------------- | ---------------------------- | ---------------- | ----------------- |
| 46(1)  | „Like You Like an Arsonist”                                                                | Texas Paris Like You Like an Arsonist                           | Mark Schwahn                 | Greg Prange      | 5 octombrie 2005  |
| 47(2)  | „From the Edge of the Deep Green Sea”                                                      | The Cure Wish                                                   | Mark Schwahn                 | Kevin Dowling    | 12 octombrie 2005 |
| 48(3)  | „First Day on a Brand New Planet”                                                          | Jesse James Mission                                             | Terrence Coli                | Billy Dickson    | 19 octombrie 2005 |
| 49(4)  | „An Attempt to Tip the Scales”                                                             | Bright Eyes Fevers & Mirror                                     | Stacy Rukeyser               | Janice Cooke     | 26 octombrie 2005 |
| 50(5)  | „A Multitude of Casualties”                                                                | The Hold Steady Separation Sunday                               | R. Lee Fleming, Jr           | Thomas J. Wright | 2 noiembrie 2005  |
| 51(6)  | „Locked Hearts and Hand Grenades”                                                          | Plan A Project                                                  | James Stoteraux Chad Fiveash | Marita Grabiak   | 9 noiembrie 2005  |
| 52(7)  | „Champagne for My Real Friends, Real Pain for My Sham Friends”                             | Fall Out Boy Under The Cork Tree                                | Mark Schwahn                 | Paul Johansson   | 16 noiembrie 2005 |
| 53(8)  | „The Worst Day Since Yesterday”                                                            | Swagger Flogging Molly                                          | Mike Herro David Strauss     | John Asher       | 30 noiembrie 2005 |
| 54(9)  | „How a Resurrection Really Feels”                                                          | The Hold Steady Separation Sunday                               | Mark Schwahn                 | Greg Prange      | 7 decembrie 2005  |
| 55(10) | „Brave New World”                                                                          | Iron Maiden Brave New World                                     | John A. Norris               | John Asher       | 11 ianuarie 2006  |
| 56(11) | „Return of the Future”                                                                     | Scooter Age of Love                                             | Terrence Coli                | Bethany Rooney   | 18 ianuarie 2006  |
| 57(12) | „I've Got Dreams to Remember”                                                              | Otis Redding Remember Me                                        | Mike Herro David Strauss     | Stuart Gillard   | 25 ianuarie 2006  |
| 58(13) | „The Wind That Blew My Heart Away”                                                         | The Fruit Bats Spelled in Bones                                 | Stacy Rukeyser               | David Jackson    | 1 februarie 2006  |
| 59(14) | „All Tomorrow's Parties”                                                                   | The Velvet Underground The Velvet Underground & Nico            | Anna Lotto                   | David Paymer     | 8 februarie 2006  |
| 60(15) | „Just Watch the Fireworks”                                                                 | Jimmy Eat World Charity                                         | James Stoteraux Chad Fiveash | Billy Dickson    | 15 februarie 2006 |
| 61(16) | „With Tired Eyes, Tired Minds, Tired Souls, We Slept”                                      | Explosions in the Sky Those Who Tell the Truth Shall Die...     | Mark Schwahn                 | Greg Prange      | 1 martie 2006     |
| 62(17) | „Who Will Survive, and What Will Be Left of Them”                                          | Murder By Death Who Will Survive, and What Will Be Left of Them | Mark Schwahn                 | John Asher       | 29 martie 2006    |
| 63(18) | „When it Isn't Like it Should Be”                                                          | Saves The Day Ups And Downs: Early Recordings And B-Sides       | R. Lee Fleming, Jr.          | Paul Johansson   | 5 aprilie 2006    |
| 64(19) | „I Slept with Someone in Fall Out Boy and All I Got Was This Stupid Song Written About Me” | Fall Out Boy Under The Cork Tree                                | William H. Brown             | Moira Kelly      | 12 aprilie 2006   |
| 65(20) | „Everyday is a Sunday Evening”                                                             | The Blackouts Everyday is a Sunday Evening                      | Mark Schwahn                 | Billy Dickson    | 19 aprilie 2006   |
| 66(21) | „Over the Hills and Far Away”                                                              | Led Zeppelin Houses Of The Holy                                 | Mark Schwahn                 | Thomas J. Wright | 26 aprilie 2006   |
| 67(22) | „The Show Must Go On”                                                                      | Queen Innuendo                                                  | Mark Schwahn                 | Mark Schwahn     | 3 mai 2006        |

### Sezonul 4
| Ep #   | Titlu                                     | Numele formației Numele albumului                                   | Scenarist                | Regizor          | Difuzare în SUA    |
| ------ | ----------------------------------------- | ------------------------------------------------------------------- | ------------------------ | ---------------- | ------------------ |
| 68(1)  | „The Same Deep Water as You”              | The Cure Disintegration                                             | Mark Schwahn             | Greg Prange      | 27 septembrie 2007 |
| 69(2)  | „Things I Forgot at Birth”                | The Absentee Things I Forgot at Birth A                             | Mark Schwahn             | Greg Prange      | 4 octombrie 2006   |
| 70(3)  | „Good News for People Who Love Bad News”  | Modest Mouse Good News for People Who Love Bad News A               | Mike Herro David Strauss | John Asher       | 11 octombrie 2006  |
| 71(4)  | „Can't Stop This Thing We've Started”     | Bryan Adams Waking Up The Neighbours                                | Terrance Coli            | Bethany Rooney   | 18 octombrie 2006  |
| 72(5)  | „I Love You But I've Chosen Darkness”[D]  | —                                                                   | Mark Schwahn             | Stuart Gillard   | 25 octombrie 2006  |
| 73(6)  | „Where Did You Sleep Last Night?”         | Nirvana MTV Unplugged in New York                                   | William H. Brown         | Paul Johansson   | 8 noiembrie 2006   |
| 74(7)  | „All These Things That I've Done”         | The Killers Hot Fuss                                                | Adele Lim                | David Jackson    | 15 noiembrie 2006  |
| 75(8)  | „Nothing Left to Say But Goodbye”         | Audioslave Revelations                                              | John A. Norris           | Janice Cooke     | 22 noiembrie 2006  |
| 76(9)  | „Some You Give Away”                      | La Rocca The Truth                                                  | Mark Schwahn             | Greg Prange      | 29 noiembrie 2006  |
| 77(10) | „Songs to Love and Die By”                | 8MM Songs to Love and Die ByA                                       | Mark Schwahn             | John Asher       | 6 decembrie 2006   |
| 78(11) | „Everything in Its Right Place”           | Radiohead Kid A                                                     | Dawn Urbont              | Michael Lange    | 17 ianuarie 2007   |
| 79(12) | „Resolve”                                 | Foo Fighters In Your Honour                                         | Michelle Furtney-Goodman | Moira Kelly      | 24 ianuarie 2007   |
| 80(13) | „Pictures of You”                         | The Cure Mixed Up                                                   | Mark Schwahn             | Les Butler       | 7 februarie 2007   |
| 81(14) | „Sad Songs for Dirty Lovers”              | The National Sad Songs for Dirty Lovers A                           | William H. Brown         | Janice Cooke     | 14 februarie 2007  |
| 82(15) | „Prom Night at Hater High”                | The Long Winters When I Pretend to Fall                             | Mike Herro David Strauss | Paul Johansson   | 21 februarie 2007  |
| 83(16) | „You Call it Madness, But I Call it Love” | Nat King Cole The Nat King Cole Trio Recordings, Vol. 1 (relansare) | Terrence Coli            | Thomas J. Wright | 2 mai 2007         |
| 84(17) | „It Gets the Worst at Night”              | Lucero Lucero                                                       | Mark Schwahn Jim Lee     | Greg Prange      | 9 mai 2007         |
| 85(18) | „The Runaway Found”                       | The Veils The Runaway Found A                                       | Mark Schwahn             | David Jackson    | 16 mai 2007        |
| 86(19) | „Ashes of Dreams You Let Die”             | B.J. Thomas Loving You                                              | John A. Norris           | Michael Lange    | 30 mai 2007        |
| 87(20) | „The Birth and Death of the Day”          | Explosions in the Sky All of a Sudden I Miss Everyone               | Mark Schwahn             | Greg Prange      | 6 iunie 2007       |
| 88(21) | „All of a Sudden I Miss Everyone”         | Explosions in the Sky All of a Sudden I Miss Everyone A             | Mark Schwahn             | Mark Schwahn     | 13 iunie 2007      |

### Sezonul 5
| Ep #    | Titlu                                         | Numele formației Numele albumului                            | Scenarist                | Regizor          | Difuzare în SUA   |
| ------- | --------------------------------------------- | ------------------------------------------------------------ | ------------------------ | ---------------- | ----------------- |
| 89(1)   | „4 Years, 6 Months, 2 Days” [E]               | Tree Fort Angst                                              | Mark Schwahn             | Greg Prange      | 8 ianuarie 2008   |
| 90(2)   | „Racing Like a Pro”                           | The National Boxer                                           | Mark Schwahn             | Paul Johansson   | 8 ianuarie 2008   |
| 91(3)   | „My Way Home is Through You”                  | My Chemical Romance Welcome to the The Black Parade (B-side) | John A. Norris           | David Jackson    | 15 ianuarie 2008  |
| 92(4)   | „It's Alright, Ma (I'm Only Bleeding)”        | Bob Dylan Bringing It All Back Home                          | Adele Lim                | Janice Cooke     | 22 ianuarie 2008  |
| 93(5)   | „I Forgot to Remember to Forget” [F]          | Elvis Presley, Scotty Moore și Bill Black                    | Terrence Coli            | Liz Friedlander  | 29 ianuarie 2008  |
| 94(6)   | „Don't Dream It's Over”                       | Crowded House                                                | Mark Schwahn             | Thomas J. Wright | 5 februarie 2008  |
| 95(7)   | „In Da Club”                                  | 50 Cent Get Rich or Die Tryin'                               | Mike Herro David Strauss | Greg Prange      | 12 februarie 2008 |
| 96(8)   | „Please Please Please Let Me Get What I Want” | The Smiths Louder than Bombs                                 | Mike Daniels             | Paul Johansson   | 19 februarie 2008 |
| 97(9)   | „For Tonight You're Only Here to Know”        | The Distillers Coral Fang                                    | Mark Schwahn             | Joe Davola       | 26 februarie 2008 |
| 98(10)  | „Running to Stand Still”                      | U2 The Joshua Tree                                           | Willian H. Brown         | Clark Mathis     | 4 martie 2008     |
| 99(11)  | „You're Gonna Need Someone On Your Side”      | Morrissey Beethoven Was Deaf                                 | Zachary Haynes           | Michael J. Leone | 11 martie 2008    |
| 100(12) | „Hundred”                                     | The Fray How to Save a Life                                  | Mark Schwahn             | Les Butler       | 18 martie 2008    |
| 101(13) | „Echoes, Silence, Patience & Grace”           | Foo Fighters Echoes, Silence, Patience & Grace A             | Mark Schwahn             | Greg Prange      | 14 aprilie 2008   |
| 102(14) | „What Do You Go Home To”                      | Explosions in the Sky All of a Sudden I Miss Everyone        | Mark Schwahn             | Liz Friedlander  | 21 aprilie 2008   |
| 103(15) | „Life Is Short”                               | Butterfly Boucher Flutterby                                  | Elisa Delson             | Paul Johansson   | 28 aprilie 2008   |
| 104(16) | „Crying Won't Help You”                       | Ben Harper Both Side of the Gun                              | William H. Brown         | Greg Prange      | 5 mai 2008        |
| 105(17) | „Hate is Safer Than Love”                     | Ben Godwin Skin and Bone                                     | Mark Schwahn             | Stuart Gilliard  | 12 mai 2008       |
| 106(18) | „What Comes After The Blues”                  | Magnolia Electric Co What Comes After The Blues A            | Mark Schwahn             | Mark Schwahn     | 19 mai 2008       |

### Sezonul 6
| Ep #    | Titlu                                                        | Numele formației Numele albumului                               | Scenarist                   | Regizor              | Difuzare în SUA    |  |
| ------- | ------------------------------------------------------------ | --------------------------------------------------------------- | --------------------------- | -------------------- | ------------------ |  |
| 107 (1) | „Touch Me I'm Going To Scream, Part 1”                       | My Morning Jacket Evil Urges                                    | Mark Schwahn                | Stuart Gillard       | 1 septembrie 2008  |  |
| 108 (2) | „One Million Billionth of a Millisecond on a Sunday Morning” | The Flaming Lips Oh My Gawd!!! . . .                            | Mark Schwahn                | Greg Prange          | 8 septembrie 2008  |  |
| 109 (3) | „Get Cape. Wear Cape. Fly.” [G]                              | —                                                               | Mark Schwahn                | Liz Friedlander      | 15 septembrie 2008 |  |
| 110 (4) | „Bridge Over Troubled Water”                                 | Simon & Garfunkel Bridge Over Troubled Water                    | Mark Schwahn                | Terrence Coli        | 22 septembrie 2008 |  |
| 111(5)  | „You’ve Dug Your Own Grave, Now Lie in it”                   | Kenotia You’ve Dug Your Own Grave, Now Lie in it                | Mark Schwahn                | William H. Brown     | 29 septembrie 2008 |  |
| 112(6)  | „Choosing My Own Way of Life”                                | Suicidal Tendencies Controlled by Hatred/Feel Like **** Deja Vu | John A. Norris              | Clark Mathis         | 13 octombrie 2008  |  |
| 113(7)  | „Messin' With The Kid” [H]                                   | —                                                               | Mike Herro David Strauss    | Greg Prange          | 20 octombrie 2008  |  |
| 114(8)  | „Our Life is Not a Movie or Maybe”                           | By Okkervil River The Stage Names                               | Mark Schwahn                | Peter Kowalski       | 27 octombrie 2008  |  |
| 115(9)  | „Sympathy for the Devil”                                     | The Rolling Stones Beggars Banquet                              | Michael Daniels             | Bradley Walsh        | 3 noiembrie 2008   |  |
| 116(10) | „Even Fairy Tale Characters Would Be Jealous”                | by PlayRadioPlay The Frequencey                                 | Nikki Schiefelbein          | Janice Cooke         | 10 noiembrie 2008  |  |
| 117(11) | „We Three (My Echo, My Shadow and Me)”                       | The Ink Spots                                                   | Chad Michael Murray         | Joe Davola           | 17 noiembrie 2008  |  |
| 118(12) | „You Have to Be Joking (Autopsy of the Devil's Brain)”       | —                                                               | Mark Schwahn                | Mark Schwahn         | 24 noiembrie 2008  |  |
| 119(13) | „Things a Mama Don't Know”                                   | Mica Roberts (cu Toby Keith)                                    | Karin Gist                  | Michael J. Leone     | 5 ianuarie 2009    |  |
| 120(14) | „A Hand to Take Hold of the Scene”                           | Okkervil River The Stage Names                                  | Mike Daniels                | Chad Michael Murray  | 12 ianuarie 2009   |  |
| 121(15) | „We Change, We Wait”                                         | The Maine The Way We Talk                                       | John Norris                 | Les Butler           | 19 ianuarie 2009   |  |
| 122(16) | „Screenwriter's Blues”                                       | Soul Coughing Ruby Vroom                                        | Mike Herro și David Strauss | Bethany Joy Galeotti | 2 februarie 2009   |  |

Note
- A ^ „All That You Can't Leave Behind” este un titlu alternativ al episodului și este numit după albumul celor de la U2. Titlul original, „Where I End and You Begin”, este o melodie a celor de la Radiohead de pe albumul lor, Hail To The Thief.
- B ^ Acest episod a fost denumit după o melodie compusă de creatorul serialului, Mark Schwahn
- C ^ „The Lonesome Road” este un cântec înregistrat în anul 1953 de către Frank Sinatra
- D ^ Numele unei formații de indie rock fondate în Texas
- E ^ Numele unui cântec al formației Tree Fort Angst
- F ^ Un cântec country înregostrat de Elvis Presley, Scotty Moore și Bill Black în 1955
- G ^ Numele de scenă al englezului Sam Duckworth și al trupei sale de indie - rock alternativ
- H ^ Numele unui blues din 1960 interpretat de Junior Wells
- A Denotă că episodului a fost intitulat după numele albumului
- „—” Denotă că titlul episodului nu a fost ales după denumirea unei piese